# Nová Ves (district de Sokolov)
Pour les articles homonymes, voir Nová Ves.
Nová Ves (en allemand : Neudorf) est une commune du district de Sokolov, dans la région de Karlovy Vary, en Tchéquie. Sa population s'élevait à 194 habitants en 2020.

## Géographie
Nová Ves se trouve à 14 km au sud-est de Sokolov, à 18 km au sud-sud-ouest de Karlovy Vary et à 119 km à l'ouest de Prague.
La commune est limitée par Rovná et Krásno au nord, par Bečov nad Teplou à l'est, par Otročín par au sud-est, par Teplá et Mnichov au sud, et par Prameny à l'ouest.

## Histoire
La première mention écrite de la localité date de 1364.